# Malopoljska
Malopoljska (polj. Małopolska, lat. Polonia Minor)  je povijesna regija u Poljskoj koja se nalazi u južnom i jugoistočnom dijelu države, u gornjem i dijelu srednjeg porječja Visle. Prostire se od Karpata na jugu do Pilice i Wieprza na sjeveru. 
Sjedište regije je grad Kraków.
Ime Malopoljska nastala je u 14. i 15. stoljeću kao suprotnost Velikopoljskoj.